# Chromogène
 (mars 2025).
Si vous disposez d'ouvrages ou d'articles de référence ou si vous connaissez des sites web de qualité traitant du thème abordé ici, merci de compléter l'article en donnant les références utiles à sa vérifiabilité et en les liant à la section « Notes et références ».
Cet article court présente un sujet plus développé dans : Théorie de Witt.
Un chromogène est, selon la théorie de Witt, l'association de chromophores et d'auxochromes dans une molécule de colorant organique.
Les chromogènes sont très utilisés en enzymologie et en microbiologie.
En photographie argentique, les révélateurs chromogènes font apparaître des colorants sur des films ou des supports papier durant le processus de développement d'un image couleur.